# Лігол
Лігол (Ліголь) — зимовий сорт яблуні отриманий у 1972 році в Інституті садівництва і квітникарства в м. Скерневиці, ПНР.
Плоди середнього та великого розміру. Стиглість настає в середині вересня — жовтні.
Переваги сорту: скороплідність, висока імунність проти збудників основних грибкових хвороб, привабливий вигляд плодів.
Недоліки: періодичність плодоношення.

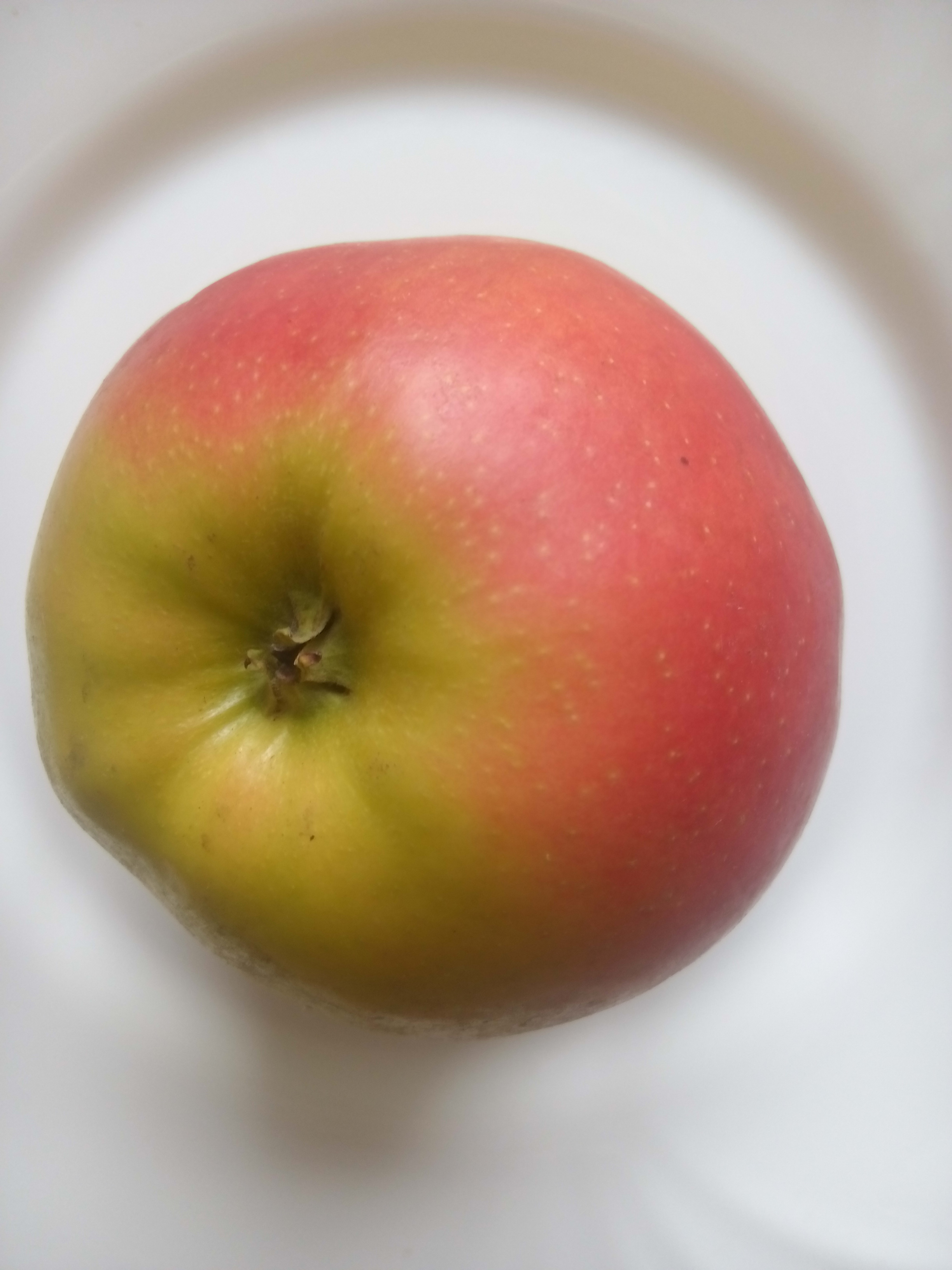
Яблуко сорту Лігол, Чернігів, 2016
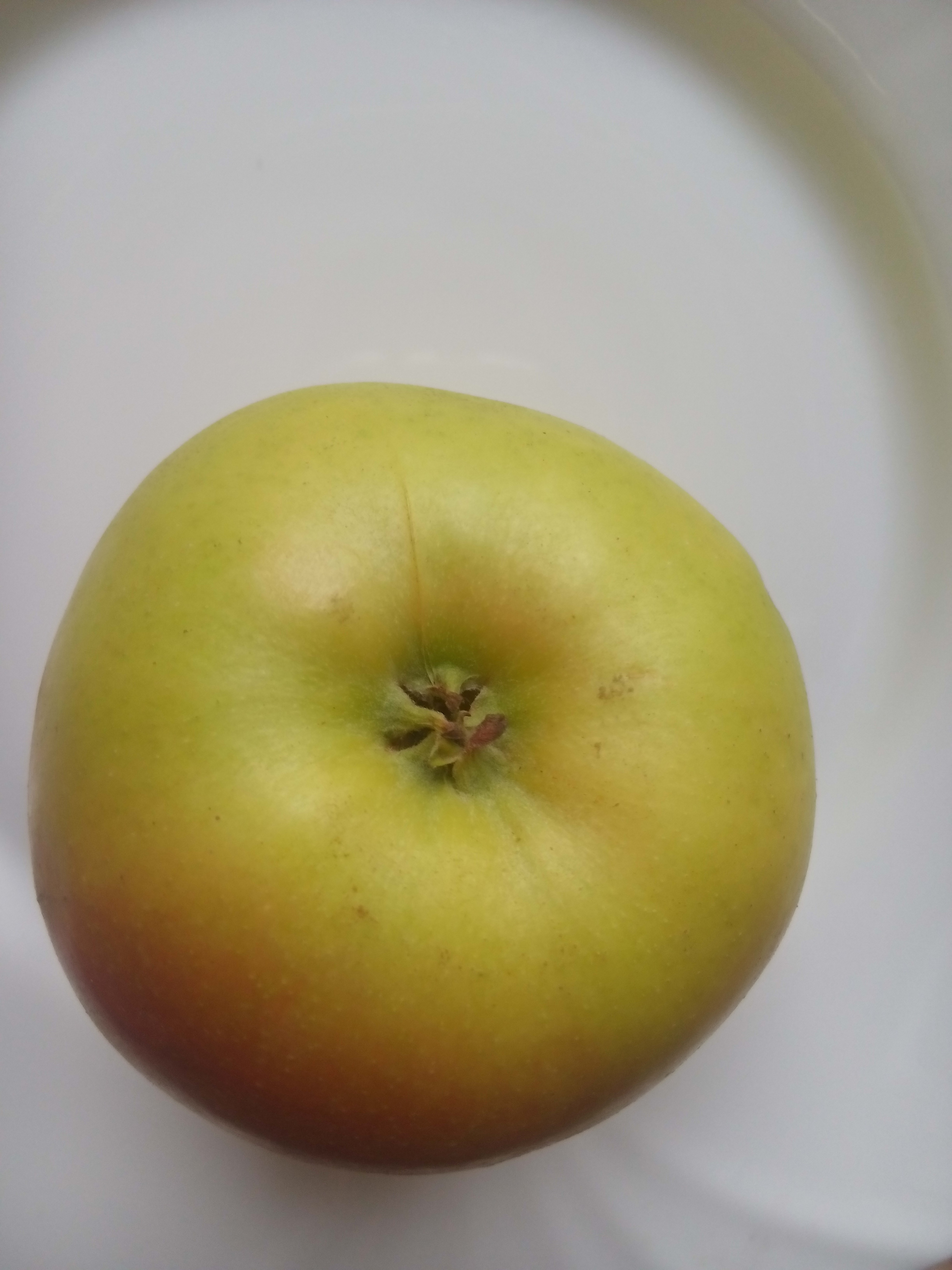
Яблуко сорту Лігол, Чернігів, 2016
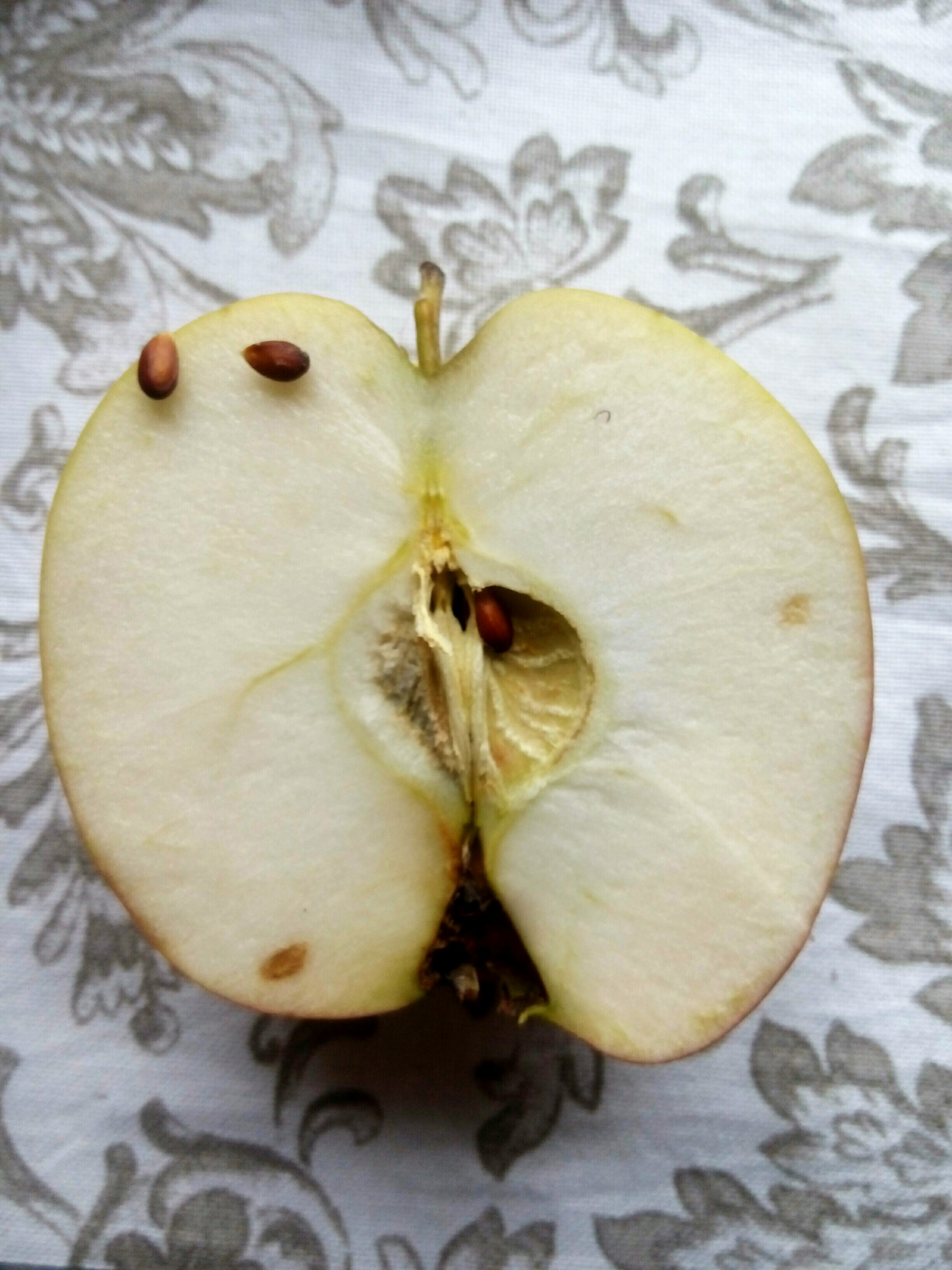
Яблуко сорту Лігол (переріз), Чернігів, 2017
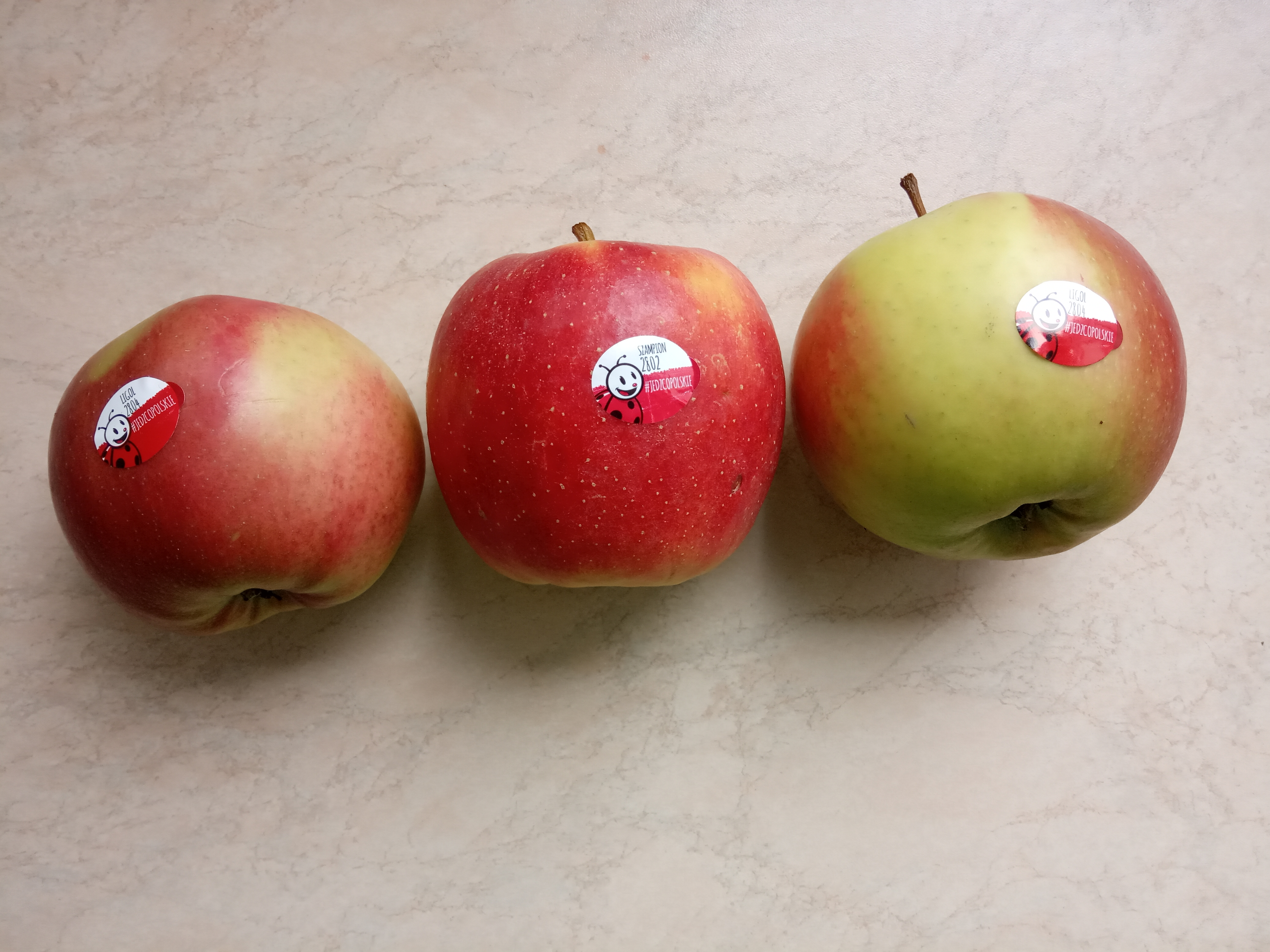
У центрі — Чемпіон 2802, по боках — Лігол 2804, Вроцлав, Польща, 2019